# Roo Panes
Andrew Panes, soprannominato Roo (Wimborne Minster, 8 giugno 1988), è un cantautore inglese.

## Biografia
Nato in una famiglia propensa alla musica, la nonna era una pianista e la madre ha lavorato in teatro, si laurea in teologia e intraprende la carriera musicale con un primo EP, Once, pubblicato nel 2012.
Nel 2014 pubblica il primo album, Little Giant, a cui seguono rispettivamente nel 2016 Papers weights e nel 2018 Quiet Man.
Rappresentante della musica folk inglese, suona la chitarra a dodici corde acustica.
Nel 2012 ha curato la colonna sonora della campagna pubblicitaria del marchio inglese di moda Burberry, partecipando anche come modello al fianco di Gabriella Wilde.

## Discografia

### Album in studio
- 2014 – Little Giant
- 2016 – Paperweights
- 2018 – Quiet Man
- 2023 – The Summer Isles

### EP
- 2012 – Once
- 2012 – Weight of Your World
- 2013 – Land of the Living
- 2018 – Weight of Your World

### Singoli
- 2011 – I'll Move Mountains
- 2012 – Silver Moon
- 2012 – Know Me Well
- 2013 – Open Road
- 2013 – Home From Home
- 2014 – Tiger Striped Sky
- 2016 – Where I Want To Go
- 2016 – Stay With Me
- 2016 – Lullaby Love
- 2017 – Soldier of Hope
- 2017 – A Message To Myself
- 2018 – My Sweet Refuge
- 2018 – Sketches of Summer
- 2018 – Ophelia
- 2019 – Warrior
- 2019 – Commentator
- 2019 – Thinking of Japan